# Flyn (Ströms socken, Jämtland)
Flyn är en sjö i Strömsunds kommun i Jämtland och ingår i Ångermanälvens huvudavrinningsområde. Sjön har en area på 0,114 kvadratkilometer och ligger 375,3 meter över havet. Sjön avvattnas av vattendraget Flybäcken.

## Delavrinningsområde
Flyn ingår i det delavrinningsområde (714336-146720) som SMHI kallar för Utloppet av Flyn. Medelhöjden är 390 meter över havet och ytan är 0,62 kvadratkilometer. Räknas de 8 avrinningsområdena uppströms in blir den ackumulerade arean 16,47 kvadratkilometer. Flybäcken som avvattnar avrinningsområdet har biflödesordning 4, vilket innebär att vattnet flödar genom totalt 4 vattendrag innan det når havet efter 264 kilometer. Avrinningsområdet består mestadels av skog (70 procent) och öppen mark (11 procent). Avrinningsområdet har 0,11 kvadratkilometer vattenytor vilket ger det en sjöprocent på 18,4 procent.